# 대한민국의 이탈리아 축구 리그 진출 선수 명단

## 세리에 A(최상위 리그)
| # | 이름   | 구단 | 시즌 | 비고 | 근거자료      |
| - | ------ | ---- | ---- | ---- | ------------- |
| 1 | 안정환 |      |      |      | AC페루자 칼초 |
| 2 |        |      |      |      |               |
|   |        |      |      |      |               |
| 3 |        |      |      |      |               |

## 세리에 B(2부 리그)
| # | 이름 | 구단 | 시즌 | 비고 | 근거자료 |
| - | ---- | ---- | ---- | ---- | -------- |
| 1 |      |      |      |      |          |
| 2 |      |      |      |      |          |
|   |      |      |      |      |          |
| 3 |      |      |      |      |          |

## 같이 보기
- en:List of foreign Serie A players
- en:List of foreign Serie B players
- 대한민국의 잉글랜드 축구 리그 진출 선수 명단
- 대한민국의 프랑스 축구 리그 진출 선수 명단
- 대한민국의 독일 축구 리그 진출 선수 명단
- 대한민국의 네덜란드 축구 리그 진출 선수 명단
- 대한민국의 스페인 축구 리그 진출 선수 명단

## 참고 자료
- 역대 해외 축구 리그 진출 한국인 선수 명단 - 유럽지역 보관됨 2019-01-28 - 웨이백 머신